# Hypenetes
Hypenetes är ett släkte av tvåvingar. Hypenetes ingår i familjen rovflugor.

## Dottertaxa tillHypenetes, i alfabetisk ordning[1]
- Hypenetes aconcaguana
- Hypenetes aegialodes
- Hypenetes angulata
- Hypenetes argothrix
- Hypenetes asiliformis
- Hypenetes critesi
- Hypenetes cryodes
- Hypenetes davidsoni
- Hypenetes dicranus
- Hypenetes digitatus
- Hypenetes dorattina
- Hypenetes fucosoides
- Hypenetes fucosus
- Hypenetes fulvicornis
- Hypenetes functipennis
- Hypenetes galactodes
- Hypenetes greatheadi
- Hypenetes grisescens
- Hypenetes hessei
- Hypenetes huasquina
- Hypenetes irwini
- Hypenetes leucotrica
- Hypenetes loewi
- Hypenetes lucoptera
- Hypenetes macrocercus
- Hypenetes magellanicus
- Hypenetes miles
- Hypenetes morosus
- Hypenetes nahuelbutae
- Hypenetes nigrispina
- Hypenetes obtusus
- Hypenetes oldroydi
- Hypenetes purpurea
- Hypenetes pylochrysites
- Hypenetes rexi
- Hypenetes rotundus
- Hypenetes schineri
- Hypenetes spinipes
- Hypenetes stigmatias
- Hypenetes stuckenbergi
- Hypenetes sturmias
- Hypenetes tregualemuensis
- Hypenetes turneri
- Hypenetes valentinei